# Mónica Pulgar
Mónica Pulgar Machado (19 de mayo de 1971, León) es una exjugadora española de baloncesto. Representó a España en los Juegos Olímpicos de Barcelona.

## Palmarés con la selección española
- Juegos Mediterráneos de 1991 ( Atenas)
- Universiadas 1991  ( Sheffield)
- Diploma olímpico (5º) Juegos Olímpicos de Barcelona.